# Charles Brabin
Charles J. Brabin (17 de abril de 1882, Liverpool, Inglaterra – 3 de novembro de 1957, Santa Mônica, Califórnia) foi um cineasta e roteirista nascido na Inglaterra mas radicado ao cinema estadunidense que iniciou na era muda, estendendo sua carreira até a era sonora. Dirigiu mais de 100 filmes entre 1911 e 1934, escreveu mais de 20 roteiros e atuou em 6 filmes.

## Biografia
Nascido em Liverpool, Inglaterra, foi educado no St. Francis Xavier's College. Foi para Nova Iorque no início dos anos 1900, tentando vários trabalhos, entre eles a atuação teatral. Atuou na peça The College Widow, entre 20 de setembro de 1904 e maio de 1905.
Ingressou no Edison Studios por volta de 1908, inicialmente atuando, depois escrevendo roteiros e dirigindo. Como ator, seu primeiro filme foi The Lost Handbag, em 1909, para o Edison Studios, seguindo-se outros 3 filmes para o mesmo estúdio, entre eles His First Commission, em 1911, em que interpreta Abraham Lincoln. Em 1915, ainda atuou em um filme da Essanay Studios. Só voltaria a atuar em 1942, no filme I Married an Angel, em que faz um pequeno papel não-creditado.
Sua primeira direção foi para o Edison Studios, em 1911, no filme The Awakening of John Bond. Notabilizou-se, também, por ser o diretor do primeiro seriado estadunidense, produzido pelo Edison Studios, What Happened to Mary, em 1912.
Sua única produção independente, Driven (1923) foi saudado como uma obra de arte pelos críticos contemporâneos. Mediante essa fama, ele foi escolhido para dirigir o épico Ben-Hur e começou a filmar na Itália, em 1923, mas após vários atrasos na produção onerosa e um percalço na filmagem que supostamente matou vários figurantes italianos, ele foi substituído pelo diretor Fred Niblo. Entre os vários romances que dirigiu para o cinema destacam-se, em 1923, Six Days, baseado na obra de Elinor Glyn, para a Goldwyn Pictures Corporation; em 1924, So Big, baseado no romance de Edna Ferber, para a First National Pictures; em 1927, The Valley of the Giants, baseado na obra de Peter B. Kyne, também para a First National; em 1925, para a Universal Pictures Stella Maris, baseado na obra de William J. Locke.
Sua última direção foi A Wicked Woman, para a Metro-Goldwyn-Mayer, em 1934.

## Vida pessoal
Em 1921, Brabin casou com a vamp do cinema mudo, a estrela Theda Bara, que ele havia dirigido em Kathleen Mavourneen (1919) e La Belle Russe (1919), permanecendo casado até a morte dela, com câncer abdominal, em abril de 1955, tornando-se um dos raros casamentos duradouros de Hollywood.
Morreu aos 75 anos em 3 de novembro de 1957, e está sepultado no Forest Lawn Memorial Park (Glendale).

## Filmografia parcial
- What Happened to Mary (1912,seriado)
- An Unsullied Shield (1913)
- The Man Who Disappeared (seriado, 1914)
- The Raven (1915)
- The Secret Kingdom
- The Poor Rich Man (1918)
- Kathleen Mavourneen (1919)
- While New York Sleeps (Now I'll Tell) (1920)
- So Big (1924)
- Ben-Hur (1925, não-creditado)
- Twinkletoes (1926)
- The Valley of the Giants (1927)
- The Bridge of San Luis Rey (1929)
- The Ship from Shanghai (1929)
- Sporting Blood (1931)
- The Beast of the City (1932)
- The Mask of Fu Manchu (1932)
- Rasputin and the Empress (1932)
- Stage Mother (1933)